# Oligomeria conoidea
Oligomeria conoidea is een slakkensoort uit de familie van de Seguenziidae. De wetenschappelijke naam van de soort is voor het eerst geldig gepubliceerd in 1985 door Galkin & Golikov.